# Tambon
Pour les articles homonymes, voir Tambon.
Le tambon (ตำบล) est une unité de gouvernement local de la Thaïlande. Situé sous l’amphoe ou district, lui-même placé sous la changwat ou province, le tambon constitue donc le 3e niveau de division administrative.
Tambon est généralement traduit approximativement par « commune » ou plus précisément par « sous-district » en français. La traduction recommandée est la dernière, bien que "sous-district" soit également souvent utilisé pour traduire king amphoe, expression qui désigne un district mineur.
Les tambon sont à leur tour divisés en 69 307 villages ou muban, soit en moyenne 10 par tambon. Les tambon urbains ne sont pas divisés en villages mais en chumchon ou "communautés".
On comptait 7 254 tambon en 2000, non compris les 154 khwaeng de Bangkok, la capitale, qui sont au même niveau administratif. Un amphoe regroupe donc en moyenne 8 à 10 tambon.

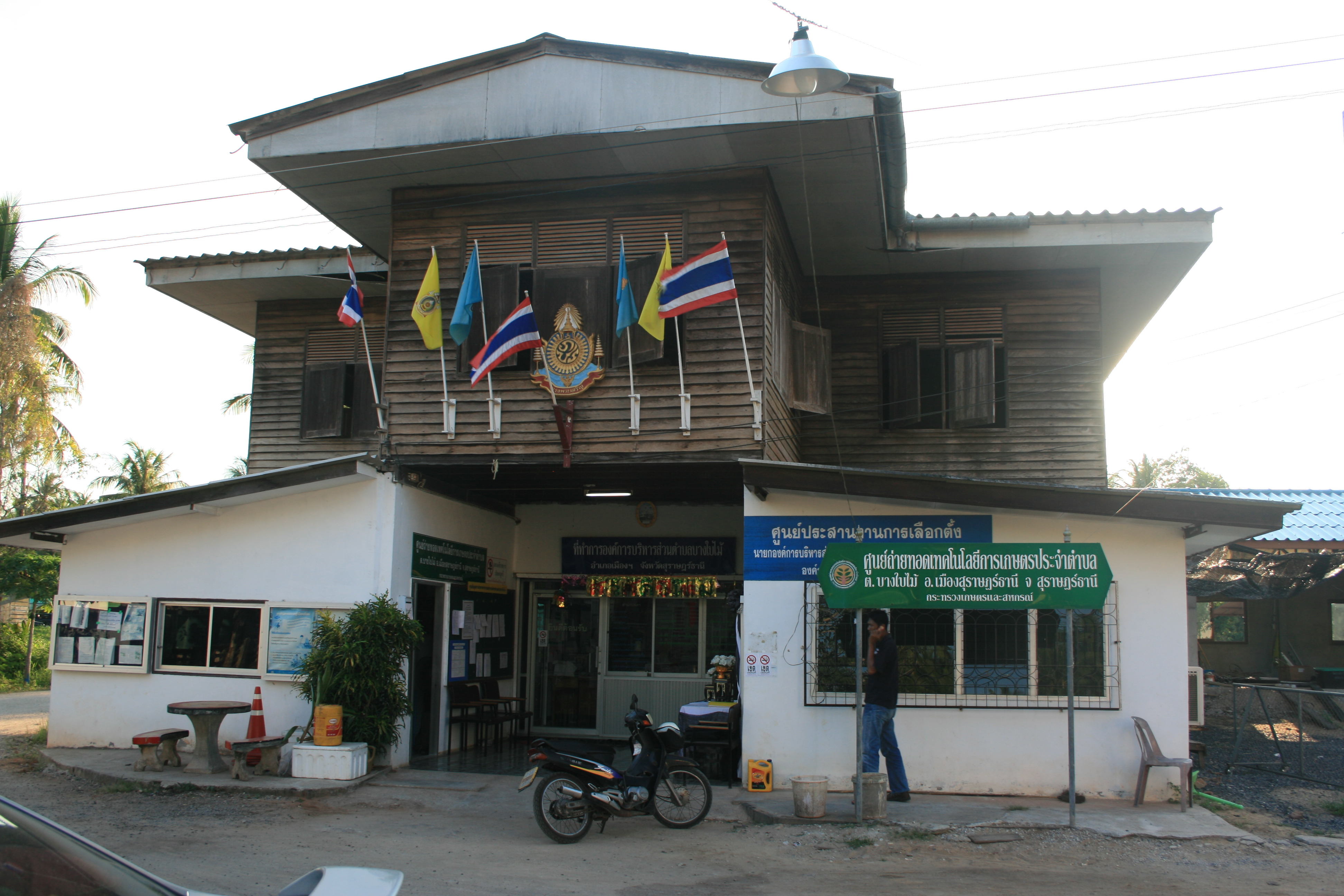
Bureau du TAO de Bang Bai Mai à Surat Thani

## Histoire
Au XIXe siècle, le tambon était la division administrative de 2e niveau du royaume de Siam, à l'intérieur des cités ou muang. Il était dirigé par un "ancien", kamnan ou phan, nommé par le gouverneur du muang. Phan signifie "mille" en thaï, car à l'origine un tambon était censé compter 1 000 hommes valides. C'était également un titre militaire.
Avec la réforme administrative entreprise en 1892 par le prince Damrong Rajanubhab, le premier ministre de l'Intérieur du royaume au sens moderne du terme, le tambon fut maintenu en tant que subdivision de l'amphoe ou district, regroupant des villages ou muban, le plus bas niveau de division administrative.
En 1994, puis dans la constitution promulguée en 1997, les tambon ont été décentralisés en unités de gouvernement local pourvues d'un conseil élu. Selon sa taille et ses revenus, un tambon peut être administré par une Organisation Administrative de Tambon (anglais Tambon Administrative Organization, ou TAO ; thaï : องค์การบริหารส่วนตำบล) ou par un Conseil de Tambon (TC, สภาตำบล). Le TAO ou TC réunit 2 représentants pour chaque muban. On choisit parmi eux un président, qui est souvent (mais pas toujours) le kamnan. La partie urbaine des tambon est administrée par le conseil municipal : s'il existe aussi une partie non-urbaine, elle est administrée par un TAO. Plusieurs tambon adjacents d'un même amphoe peuvent aussi avoir un TAO commun (il s'agit d'une sorte d'intercommunalité).
1. ↑  (en) Thai-English Transcription of Changwat, Amphoe, King Amphoe and Tambon, 2007, 256 p. (ISBN 978-974-7857-04-7, lire en ligne)
2. ↑  (en) « Tambon Council and Tambon Administrative Authority Act B.E. 2537 » (version du 27 mars 2009 sur Internet Archive)